# Paradoxo de Epiménides

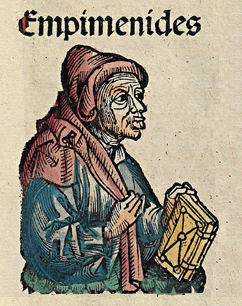
Xilogravura da Crônica de Nuremberg

O paradoxo de Epiménides é um enigma sem resposta que forma um paradoxo semelhante ao paradoxo do mentiroso, no qual as proposições se ligam umas às outras mas, afinal, não possibilitam qualquer conclusão quanto ao seu valor de verdade. Trata-se de algo sobre o que não podemos decidir quanto à sua verdade ou falsidade.
Epiménides é por vezes considerado como o inventor do paradoxo do mentiroso. Mas geralmente o paradoxo de Epiménides é classificado como uma variação do paradoxo do mentiroso; outras vezes, os dois não se distinguem. 
Epiménides, que era cretense, disse: "Todos os cretenses são mentirosos" (citado na Epístola de Paulo a Tito, Tito 1:12). Portanto, o enunciado é verdadeiro se for falso e é falso se for verdadeiro, pois quem o enuncia é um cretense mentiroso.
Thomas Fowler (1869) declara o paradoxo da seguinte forma: "Epiménides, o cretense, diz que 'todos os cretenses são mentirosos'; mas Epiménides é, ele mesmo, um cretense; logo, ele mesmo é um mentiroso. Mas se ele é um mentiroso, então o que ele diz é falso e, consequentemente, os cretenses são verazes; nesse caso, sendo Epiménides um cretense, então, ele diz a verdade quando afirma que os cretenses são mentirosos; então, Epiménides é, ele mesmo, um mentiroso, e o que ele diz é falso. Assim, podemos continuar provando, alternadamente, que Epiménides e os cretenses são verdadeiros e falsos."
O paradoxo pode ser enunciado de várias formas. Uma delas é a seguinte:
Era uma vez um acusado que disse:
“Enquanto a minha mentira não for desvendada, continuarei mentindo.”
Em seguida, o juiz disse: “Se o acusado mentir, seu advogado também mentirá.”
Por fim, o advogado disse: “Quem for capaz de desvendar a minha mentira dirá a verdade.”
Qual deles está mentindo?

## Na cultura popular
O paradoxo de Epiménides foi usado no mangá japonês B't X, de Masami Kurumada, o mesmo autor de Cavaleiros do Zodíaco)